# Pendule cycloïdal

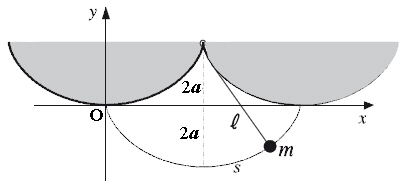
Pendule cycloïdal.

Le pendule cycloïdal est un pendule pesant dont la masse glisse dans une cuvette en forme d'arche de cycloïde concave avec une trajectoire sinusoïdale dont la pulsation a pour formule :
| {\displaystyle \omega _{0}={\sqrt {\frac {g}{4a}}}} |

Quelle que soit l'amplitude des oscillations, l'oscillation est tautochrone.

## Sinusoïdales
Le mouvement curviligne, s(t), satisfait l'équation différentielle :  {\displaystyle {\dot {s}}^{2}+\omega _{0}^{2}s^{2}=cste} :
Théorème — :{\displaystyle s^{2}=8ay~}
On applique alors le théorème de l'énergie cinétique : 
{\displaystyle v^{2}/2+gy=cste~}
- soit  {\displaystyle {\dot {s}}^{2}+(g/4a)\cdot s^{2}=cste}

On reconnaît l'équation différentielle d'une oscillation sinusoïdale de pulsation 
{\displaystyle \omega _{0}={\sqrt {g/4a}}}.
Remarque : le cercle surosculateur (externe) à la cycloïde en O est de rayon 4a ; le résultat est conforme à la théorie des petites oscillations du pendule simple ordinaire.

## Trajectoire du pendule

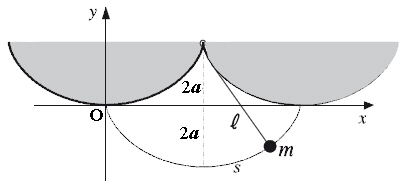
Pendule cycloïdal. La trajectoire du point m est une cycloïde, la développante de cette trajectoire est la courbe qui délimite la partie grisée. La longueur du pendule varie selon la position de la masse.

La propriété essentielle du pendule cycloïdal en ce qui concerne l'horlogerie est que sa période d'oscillation est constante et indépendante de sa position de départ. Cela vient de ce que la trajectoire d'un tel pendule est une cycloïde, qui est à la fois une courbe tautochrone et isochrone. Cependant la distance entre le point d'attache et la masse n'est pas constante le long de la cycloïde, et il n'est pas possible d'utiliser un rail pour la faire coulisser à cause des frottements. Pour assurer une trajectoire cycloïdale sans frottement au pendule, il faut que le fil soit contraint par un rail courbe dont la développante soit une cycloïde. Comme la développante d'une cycloïde est aussi une cycloïde, il s'ensuit que les rails contraignant le fil du pendule doivent avoir la forme d'arches de cycloïde.

## Applications
Huygens découvre (1659) cette propriété et imagine de l'utiliser pour fabriquer une horloge remarquable, mais les choses ne seront pas aussi simples. Il était connu depuis Mersenne (1638) que les oscillations ne sont pas isochrones (le fameux rapport 41/40 pour une amplitude de 90°[réf. souhaitée]). Huygens pense à raccourcir la longueur de la ficelle aux fortes amplitudes en interposant au sommet deux flasques circulaires : alors la trajectoire est formée de deux arcs de développante de cercle. Le concours ouvert par Pascal en 1658 sur la cycloïde, dont la réponse lui est communiquée en février 1659, lui donne l'idée d'essayer des flasques cycloïdales. En décembre 1659, il est fier d'annoncer sa découverte à son maître Frans van Schooten : il a obtenu des oscillations isochrones. En 1673, il publiera son Horologium où il démontrera, entre autres, que la courbe développante d'une cycloïde est une cycloïde : il est alors un des savants les plus célèbres d'Europe (bientôt, l'heure viendra pour Newton et Leibniz).
Huygens n'arrivera pas à fabriquer le chronomètre de marine espéré : il inventera la montre à ressort spiral. Bien plus tard, Harrison gagnera le concours des longitudes, avec une montre-spirale, la H4 (1773).
Certaines franc-comtoises sont encore fabriquées avec une suspension via un feuillard s'appuyant sur deux flasques pseudo-cycloïdales. Mais l'horlogerie ne retiendra pas vraiment le procédé, Airy montrant qu'il vaut bien mieux avoir un couteau d'appui bien défini et assurer une élongation maximale stable et compenser les variations thermiques.